# والدو بونس
والدو ألونزو بونس كاريزو (بالإسبانية: Waldo Alonso Ponce Carrizo) (مواليد 4 ديسمبر 1982 في لوس أنديز) لاعب كرة قدم تشيلي يلعب حاليا لصالح نادي ريسينغ سانتاندر الأسباني.

## روابط خارجية
- والدو بونس على موقع الاتحاد الدولي (مؤرشف)  (الإنجليزية)
- والدو بونس على موقع قاعدة بيانات كرة القدم.إي يو (الإنجليزية)
- والدو بونس على موقع ناشيونال فوتبول تيمز (الإنجليزية)
- والدو بونس على موقع Soccerway.com (الإنجليزية)
- والدو بونس على موقع عالم كرة القدم.نت (الإنجليزية)
- والدو بونس على موقع كووورة
- والدو بونس على موقع AS.com (الإسبانية)